# Petronas (bedrijf)
Petroliam Nasional Berhad (afkorting: Petronas), is een Maleisische oliemaatschappij. Het bedrijf werd opgericht op 17 augustus 1974 en is volledig eigendom van de staat. Het heeft het alleenrecht op alle olie- en gasvoorraden die het land rijk is. Het hoofdkantoor is gevestigd in Kuala Lumpur (Petronas Twin Towers).
Sinds de oprichting in 1974 heeft Petronas zijn activiteiten steeds verder mondiaal uitgebreid. Eind 2005 was het concern actief in 31 landen, omvatte 103 dochtermaatschappijen, 57 aangesloten bedrijven en 19 gedeeltelijke dochtermaatschappijen.
Petronas behoort tot de top 500 van grootste bedrijven ter wereld. Op de Fortune Global 500 lijst bezet Petronas plaats 95, binnen Azië is het een van de meest winstgevende bedrijven. De Financial Times heeft Petronas benoemd tot een van de new seven sisters, de invloedrijkste staatsoliemaatschappijen uit landen buiten de OESO.

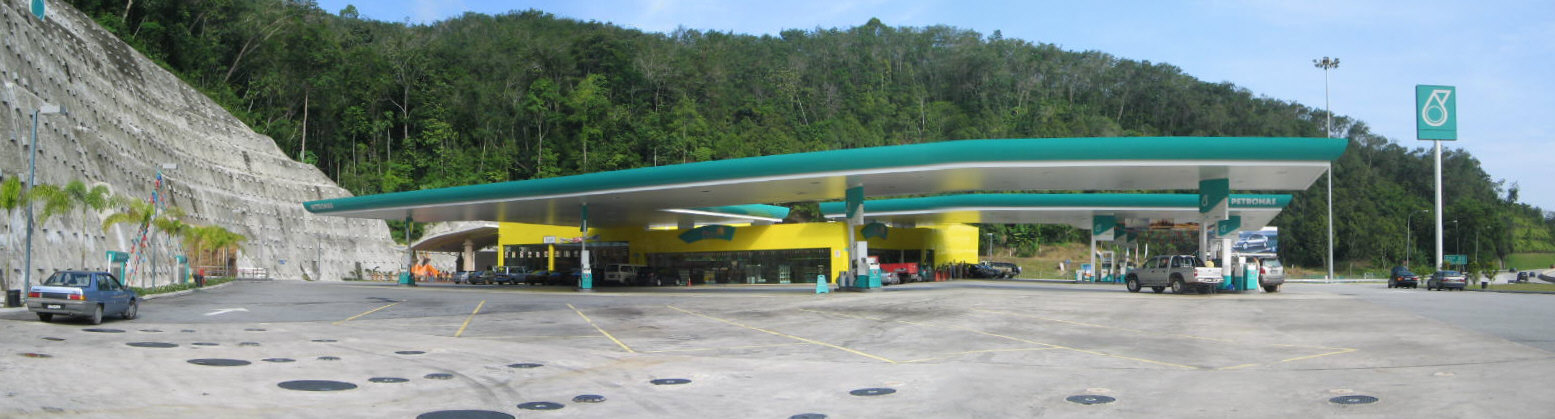
Petronas tankstation

## Motorsport
Net als andere grote oliemaatschappijen is ook Petronas actief als sponsor in de racewereld. Voorheen sponsorde Petronas het Sauber Formule 1 team. Daarnaast was zij 40% eigenaar van Sauber Petronas Engineering, chassisproducent. Toen Sauber werd overgenomen door BMW verhuisde Petronas mee als hoofdsponsor van het BMW Sauber F1-team (rijders: Nick Heidfeld en Robert Kubica).